# Moskovski centralni obroč
Moskovski centralni obroč (rusko Московское центральное кольцо - МЦК, latinizirano: Moskovskoje centralnoje kolco - MCK), (Linija 14) in označena z jagodno rdečo/belo barvo je 54 km dolga orbitalna linija metropolitanske železnice, ki obkroža zgodovinsko Moskvo. Linija je bila ponovno zgrajena iz Malega obroča Moskovskih železnic in je bila odprta za potnike 10. septembra 2016 in z njim upravlja podjetje MKZD v lasti moskovske vlade skozi Moskovsko podzemno železnico, z državnimi Ruskimi železnicami, ki so izbrane kot operativni podizvajalec. Infrastruktura, tiri in peroni so v lasti in upravljanju Ruskih železnic, večina postajnih zgradb pa je v lasti MKZD.

## Zgodovina
Železnica je bila odprta leta 1897 pod pokroviteljstvom carja Nikolaja II. in si je tako prislužila vzdevek "carska železnica". Načrtovanje je trajalo pet let. V tem procesu so pregledali trinajst oblikovalskih alternativ. Zmagovalna ponudba je bila za štiripasovno železnico, z dvema tiroma za tovor in preostalima dvema za potniške vlake. Projekt naj bi stal okvirno 40 mio. rubljev.
Gradnja se je začela maja 1902. Po porazu v rusko-japonski vojni leta 1905 je bil obseg gradnja zmanjšan. Stroški so trikrat prerasli začetno oceno, zato so število tirov zmanjšali na dva. Zlasti dragi so bili mostovi, ki jih je bilo 35 (4 veliki in 31 majhnih). Ker so bili nizki, so oteževali elektrifikacijska dela v naslednjem stoletjue. Obsežna železniška infrastruktura je vključevala stanovanjske namestitve, vodne stolpe, kovačnice in razne delavnice. Postajne zgradbe — arhitekturne mojstrovine so zgradili v značilnem ruskem industrijskem slogu z začetka 20. stoletja — so imele elektriko. Toploto so zagotavljali zidarski grelci, od katerih so bili nekateri izdelani v Rusiji, drugi pa uvoženi z Nizozemske. Postajne ure so bile kupljene od švicarskega proizvajalca Paula Buhréja. Zaradi svoje točnosti so te ure za nekaj časa postale mestni de facto časovni standard.
Preživela je samo ena takšna ura. Nameščena je v pisarni vodje Presnjanske postaje.
Prvi vlak je odpeljal leta 1907. 19. julija 1908 je bila železnica uradno odprta. Otvoritvene slovesnosti so se udeležili car, člani carske dinastije in vladni ter mestni uradniki.
Prvih nekaj mesecev je bila železnica uporabljana izključno za potniški promet. Zaradi visokih cen vozovnic (3,4 rublje) so bili potniki praktično neobstoječi, linija pa je zbrala skupno 132 rubljev prihodkov od odprtja. Tako so 10. oktobra 1908 potniške vlake ukinili in odprli linijo za tovorni transport.
Med prvo svetovno vojno in oktobrsko revolucijo 1917 so potniški prevoz ponovno odprli, vendar je tovorni promet ostal edini možen vir dohodka. Konec 20. let so se pojavili drugi načini javnega prevoza in leta 1934, leto pred uvedbo Moskovske podzemne železnice, se je potniški prevoz končal. Odsotnost potniškega prevoza je trajala skoraj stoletje — trajalo je več kot 80 let moskovske rasti in razvoja za ponovno uvedbo železnice v svoji prvotni vlogi.

## Razvoj
Okrog leta 2010 je mestni podzemni železniški sistem uporabljali več milijonov ljudi dnevno. Okrog 35-40% je uporabljalo zasebni prevoz, kar je vodilo v resne prometne zamaške.
Načrte za nadgradnjo železnice so podpisale Ruske železnice in vlada Moskve med letoma 2008 in 2011 s soglasjem Vladimirja Putina (takratnega ministrskega predsednika).
Gradnja, ki je bila načrtovana za obdobje 2013–2016, bi preuredila Majhno obročasto linijo moskovskih železnic za skupno potniško in tovorno uporabo, toda leta 2012 je moskovski župan Sergej Sobjanin na srečanju z novim ministrskim predsednikom Dmitrijem Medvedjevim v Odincovim priznal, da ne bodo vlaki na obročasti železnici popolnoma uporabni do leta 2020.

## Odprtje in delovanje
Linija je bila odprta 10. septembra 2016 v prisotnosti predsednika Vladimirja Putin in moskovskega župana Sergeja Sobjanina. V prvem mesecu delovanja je bila linija brezplačna za uporabo. Pričakovano je bilo, da bo konec leta 2016 dnevno število potnikov na Centralni obročasti liniji doseglo 400.000, do leta 2025 pa naj bi obročasta linija prevažala do 300 mio. potnikov letno.
Delovanje Centralnega obroča je podobno S-vlakom v Nemčiji in drugih državah. Prodaja vozovnic je v Moskovskem centralnem obroču poponoma integrirana z Moskovsko podzemno železnico; na obeh sistemih so lahko uporabljene iste plačilne kartice (npr. kartica Trojka), v okviru 90 minut po prvem vstopu na sistem pa je mogoče brezplačno prestopanje, podobno kot prestopanje med podzemno železnico in enotirno železnico. Linija služi povezavi med različnimi radialnimi linijami obrobja Moskve, podobno kot Obročasta linija v notranjosti Moskve. Na liniji kroži 130 vlakov na dan, z intervalom 5–6 minut v času prometnih konic in 10–15 minut sicer. Ure delovanja linije so enake kot na preostanku podzemne železnice, od 6.00 do 01.00. Čas ene orbitalne vožnje je okrog 87 minut.